# Santa Brigida (Italia)
Santa Brigida [ˈsanta ˈbriːʤida] (Santa Brigida [ˈsanta ˈbriʤida] in dialetto bergamasco) è un comune italiano sparso di 512 abitanti della provincia di Bergamo in Lombardia.
Situato sulla destra orografica della Val Averara, laterale dell'alta Val Brembana, dista circa 48 chilometri dal capoluogo orobico.

## Geografia fisica

### Territorio
Il territorio comunale è inserito in un contesto naturalistico d'alto profilo, i numerosi boschi intervallati da prati favoriscono le escursioni, che risultano essere adatte a tutte le esigenze, sia per utenti esigenti ed esperti che per semplici passeggiate.

## Storia
I primi documenti che attestano l'esistenza del borgo risalgono all'anno 917, quando si fa menzione di un abitante della zona di Abrara.
È in assoluto il testo più antico per ciò che concerne tutta l'alta valle Brembana, e si pensa che con il toponimo non si intendesse il vicino comune, ma tutta la zona che veniva comunemente indicata con il nome di valle Averara, comprendente anche i vicini Cusio, Olmo al Brembo. È usanza comune credere che tuttavia i primi insediamenti stabili in questa zona siano riconducibili all'epoca delle invasioni barbariche, quando le popolazioni soggette alle scorrerie si rifugiarono in luoghi remoti, al riparo dall'impeto delle orde conquistatrici. In particolar modo si presume che siano stati gli abitanti della vicina Valsassina ad arrivare per primi (presumibilmente attorno al VI secolo), come testimoniano alcuni toponimi uguali tra le due zone.
Dall'epoca medievale il borgo, che prese il nome dalla monaca benedettina patrona d'Irlanda, acquisì una certa importanza nell'ambito della fabbricazione di chiodi, ricavati dal ferro estratto nelle vicine miniere, e nella produzione del carbone di legna. Le attività ebbero un fiorente periodo durante la dominazione veneta, e la società ne trasse benefici prosperando a lungo.
Questo almeno fino all'arrivo della Repubblica Cisalpina e, in seguito, la dominazione austriaca, che riassettarono il territorio, inglobando tutte le piccole realtà comunali in un'unica entità denominata Distretto delle sorgenti del Brembo con capoluogo a Piazza, e revocarono i privilegi e gli sgravi di cui il paese godeva.
A tutto questo si aggiunse la crisi della lavorazione del ferro, a causa di forti dazi imposti dal governo asburgico al fine di favorire la produzione interna ai confini austriaci. La crisi fu irreversibile, fino all'abbandono quasi totale del settore nell'intera zona.
Solo recentemente l'economia si è risollevata grazie all'industria del turismo, che non ha snaturato l'anima del borgo.

### Simboli
Lo stemma e il gonfalone sono stati concessi con decreto del presidente della Repubblica del 29 ottobre 1997.
Il gonfalone è un drappo di bianco.

## Monumenti e luoghi d'interesse
Di particolare importanza è il Santuario della Beata Vergine Addolorata. Risalente all'XI-XII secolo e ristrutturato due secoli più tardi, fu consacrato da san Carlo Borromeo nel 1566, e per molti anni fu il luogo religioso di riferimento del paese e di quelli limitrofi, ricoprendo il ruolo di chiesa parrocchiale fino alla costruzione della nuova chiesa. Al proprio interno vi sono dipinti di spessore, tra i quali spiccano un ciclo di affreschi, stucchi e marmi policromi.
La nuova chiesa parrocchiale, dedicata naturalmente a santa Brigida, venne costruita nel XX secolo e possiede alcune opere provenienti dalla vecchia chiesetta. All'interno fa bella mostra di sé l'organo, di produzione di Adeodato Bossi.

## Società

### Evoluzione demografica
Abitanti censiti

## Geografia antropica

### Frazioni
Il comune è costituito dalla sede comunale Colla e dalle frazioni Caprile Alto, Caprile Basso, Taleggio, Bindo, Carale, Muggiasca, Foppa, Piazzo, Gerro, Pozzolo, Cugno.

## Amministrazione
| Periodo        | Periodo        | Primo cittadino             | Partito                                | Carica  | Note |
| -------------- | -------------- | --------------------------- | -------------------------------------- | ------- | ---- |
| 14 giugno 2004 | 7 giugno 2009  | Giovanni Giuseppe Regazzoni | Lista civica                           | Sindaco |      |
| 8 giugno 2009  | 26 maggio 2019 | Carluccio Regazzoni         | Lista civica Insieme per Santa Brigida | Sindaco |      |
| 27 maggio 2019 | in carica      | Manuel Rossi                | Lista civica I giovani per il futuro   | Sindaco |      |